# فرودگاه سیکس اسپرینگز رنچ
فرودگاه سیکس اسپرینگز رنچ (به انگلیسی: Six Springs Ranch Airport) یک فرودگاه خصوصی است که یک باند فرود چمن دارد و طول باند آن ۱۱۵۸ متر است. این فرودگاه در کشور ایالات متحده آمریکا قرار دارد و در ارتفاع ۱۱۵۲ متری از سطح دریا واقع شده است.